# 会州城
会州城，位于中国河北省承德市平泉县南五十家子镇会州城村，为明代会州卫旧址。1982年7月23日，列入河北省文物保护单位；2006年5月25日，列入全国重点文物保护单位。
会州城始建于辽代。明洪武二十年（1387年）筑城，并置会州卫。
会州城呈方形，城墙每边长约900米，粘土夯筑，设四门。会州城占地面积约81万平方米。目前会州城尚存残垣数段。